# Kazimierz Józef Kowalski
Kazimierz Józef Kowalski (ur. 24 lutego 1902, zm. 20 marca 1942 w Zgierzu) – polski adwokat, prezes Zarządu Głównego Stronnictwa Narodowego.

## Życiorys
Już jako uczeń wstąpił w lipcu 1920 do Armii Ochotniczej. Dwa lata później zdał maturę w Liceum Humanistycznym w Łodzi. Następnie studiował na Wydziale Prawa Uniwersytetu Warszawskiego, który ukończył w 1926. Po odbyciu aplikacji sędziowskiej w 1929 został sędzią w Sądzie Grodzkim w Tuszynie.
Już w czasie studiów był działaczem Młodzieży Wszechpolskiej, „Bratniej Pomocy” Studentów UW oraz Koła Naukowego Prawników. Od 1930 działał w Towarzystwie Gimnastycznym „Sokół”. Należał też do Obozu Wielkiej Polski. W 1931, po odejściu z sądu, rozpoczął praktykę adwokacką w Łodzi. W tym samym czasie stanął na czele Zarządu Wojewódzkiego Ruchu Młodych OWP. Od 1932 był prezesem Zarządu Powiatowego SN w Łodzi, a w 1934 był już w Zarządzie Okręgowym. W tym samym roku, po policyjnej prowokacji, przebywał w areszcie. W procesie w 1935 został uniewinniony.
W 1935 został prezesem Zarządu Okręgu SN w Łodzi, przyczyniając się do rozwoju liczebnego stronnictwa w łódzkiem. W tym samym roku został członkiem Komitetu Głównego SN, zaś rok później wszedł w skład tzw. dziewiątki (doradcy skupieni wokół Romana Dmowskiego). Od 24 października 1937 do czerwca 1939 był prezesem Zarządu Głównego SN.
W czasie II wojny światowej współtworzył NLOW. Ukrywał się przed Gestapo pod nazwiskiem Woźniak. Aresztowano go w grudniu 1941. Został rozstrzelany w Zgierzu 20 marca 1942.